# Gigola
Pour plus de détails, voir Fiche technique et Distribution.
Gigola est un film français réalisé par Laure Charpentier, sorti le 19 janvier 2011.

## Synopsis
Dans les années 1960, Gigola est une jeune garçonne attirée par les femmes belles et riches. 
Jeune femme révoltée, elle s'habille en homme et ne sort que la nuit pour fréquenter les bars et cabarets homosexuels de Pigalle et Montparnasse à Paris.
Elle vend ses charmes a des femmes âgées et très fortunées.
Elle évolue dans le milieu de la prostitution lesbienne et homosexuelle des années 60 à Pigalle.
Très autoritaire et violente, elle vit au jour le jour, ou plutôt de nuit en nuit, et provoque chez les gens une fascination endiablée, de par sa beauté irrésistible et sa personnalité perverse.

## Fiche technique
- Réalisation, scénario et dialogues : Laure Charpentier, d'après ses romans Gigola et Père impair et passe.
- Adaptation : Laure Charpentier et Denise Petitdidier
- Photographie : Yórgos Arvanítis
- Musique : Jean-Jacques Debout
- Son : Adrien Nataf
- Décors : Aurélien Geneix
- Costumes : Cyril Fontaine
- Montage : Chantal Hymans
- Durée : 102 minutes (1 h 42)
- Pays de production :  France
- Distributeur : K-Films Amérique (Québec)
- Date de sortie : France : 19 janvier 2011

## Distribution
- Lou Doillon : Gigola
- Marie Kremer : Cora
- Eduardo Noriega : Tony
- Marisa Berenson : Solange
- Marisa Paredes : Odette
- Thierry Lhermitte : M. Henry
- Rossy de Palma : Dominique
- Ana Padrão : Alice /Sybil
- Arly Jover : Johanne
- Virginie Pradal : Dolly
- Taïra Boré : Linda
- Victoire Debré : Laurence
- Franck de La Personne : Pascal

## Bande originale
Créditées au générique, on entend parmi les musiques additionnelles les chansons Sag Warum de Camillo Felgen, Tombe la neige de Salvatore Adamo et Comme un garçon de Sylvie Vartan.